# Claas Uggla

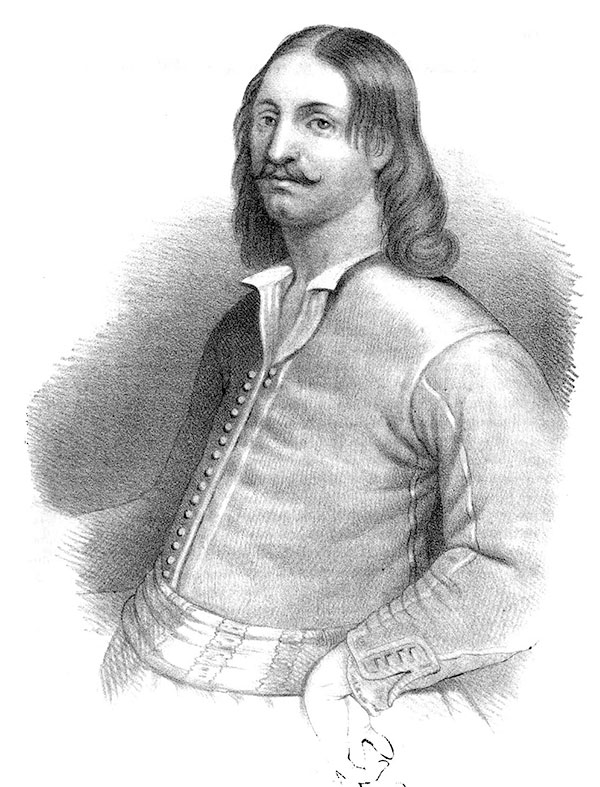
Claas Johansson Uggla

Claas Johansson Uggla (genannt Claas Uggla sein Vorname wird auch oft als Claes, Klaes oder Klaas geschrieben) (* 1614 in der Gemeinde Ölseruds in Värmland, Schweden; † 1. Juni 1676 während der Seeschlacht bei Öland) war ein schwedischer Freiherr und Admiral während des Schonischen Krieges.

## Leben
Claas Johansson Uggla war der Sohn von Oberst Johan Uggla und Margareta Gyllenmärs. Er war Page am Hof der Königin Christina. Im Jahre 1634 begleitete Uggla den Botschafter Erik Gyllenstierna nach Moskau. Ein Jahr später reiste er mit dem Grafen Axel Sparre nach Warschau.
Er heiratete im Jahre 1670 Kristina Maria Sparre, eine Tochter von Axel Sparre. Im gleichen Jahr wurde er gemeinsam mit seinem Bruder in den Freiherrenstand erhoben.

## Militärische Karriere
Seine Militärlaufbahn begann er als Freiwilliger an Bord eines schwedischen Kriegsschiffes des Admirals Klas Flemming während des Dänischen Krieges (1643–45). Im folgenden Jahr nahm er als Musketier an den Aktionen des schwedischen Heeres in Deutschland teil. Während der Belagerung von Prag im Jahre 1648 zeichnete sich Uggla durch extreme Tapferkeit aus. In der Folge wurde er von Pfalzgraf Karl Gustav zum Korvettenkapitän ernannt.
Im Jahre 1650 wurde er zum Hauptmann im Leibregiment von Karl Gustav ernannt. Während des Zweiten Nordischen Krieges begleitete er diesen, mittlerweile als Karl X. Gustav König von Schweden, auf dessen Polenfeldzug. Als Dänemark 1657 in den Krieg gegen Schweden eintrat, wurde Uggla in die schwedische Marine versetzt. Er wurde zum Major in der Admiralität ernannt. Er nahm an der Seeschlacht im Öresund am 9. November 1658 teil, in der er das Schiff von Karl X. Gustav kommandierte. Zwei Jahre später wurde er zum Admiralsleutnant ernannt.
1670 wurde er zum Admiral ernannt und in den Admiralsrat berufen.
Gemeinsam mit dem Admiral Lorentz Creutz dem Älteren nahm er an der Seeschlacht bei Öland teil und fand darin wie dieser den Tod. Er kommandierte das Linienschiff Sword in der Schlacht. Nachdem er von dänischen und niederländischen Schiffen eingekeilt und über zwei Stunden beschossen wurde, waren alle drei Masten weggeschossen und das Schiff stand in Flammen. Uggla weigerte sich das Schiff zu übergeben und ging mit der 600 Mann starken Besatzung unter. Dieses Vorgehen brachte ihm den Mythos eines Kriegshelden für die schwedische Krone ein.